# Viačeslavas Sukristovas
Viačeslavas Sukristovas ou Viatcheslav Vassilievitch Soukristov (en russe : Вячеслав Васильевич Сукристов) est un footballeur soviétique puis lituanien né le 1er janvier 1961 à Vilnius. Il évoluait au poste de défenseur.

## Biographie

### En club
Il débute dans le club de sa ville natale, le Žalgiris Vilnius, en 1984.
Il joue dans le championnat israélien pendant de nombreuses années, avant de revenir finir sa carrière là où il l'a commencé, au Žalgiris Vilnius.
Avec le Žalgiris Vilnius, il joue un match en Ligue des champions en 1992.

### En équipe nationale
International soviétique, il reçoit 4 sélections en 1988,. 
Il fait partie du groupe soviétique finaliste de l'Euro 1988.
Après l'effondrement de l'Union soviétique, il porte les couleurs de la Lituanie entre 1990 et 1997, disputant 26 rencontres et marquant 2 buts.

## Carrière

### En tant que joueur
- 1984-1990 :  Žalgiris Vilnius
- 1990 :  Lokomotiv Moscou
- 1990-1992 :  Beitar Tel Aviv Ramla
- 1992-1993 :  Maccabi Netanya
- 1993-1994 :  Maccabi Herzliya
- 1994-1995 :  Hapoël Ramat Gan
- 1995-1996 :  Hapoël Haïfa
- 1996-1997 :  Bnei Yehoudah Tel-Aviv
- 1997-1998 :  Žalgiris Vilnius

### En tant qu'entraîneur
- 2005 :  Žalgiris Vilnius

## Palmarès
- Finaliste de l'Euro 1988 avec l'URSS